# 都筑ふれあいの丘
都筑ふれあいの丘（つづき-おか）は、横浜市資源循環局都筑工場に隣接する複合施設を総称する愛称である。いずれの施設も都筑工場から出る余熱を利用した温浴設備を設けている。

## 構成施設
- 横浜市資源循環局都筑工場

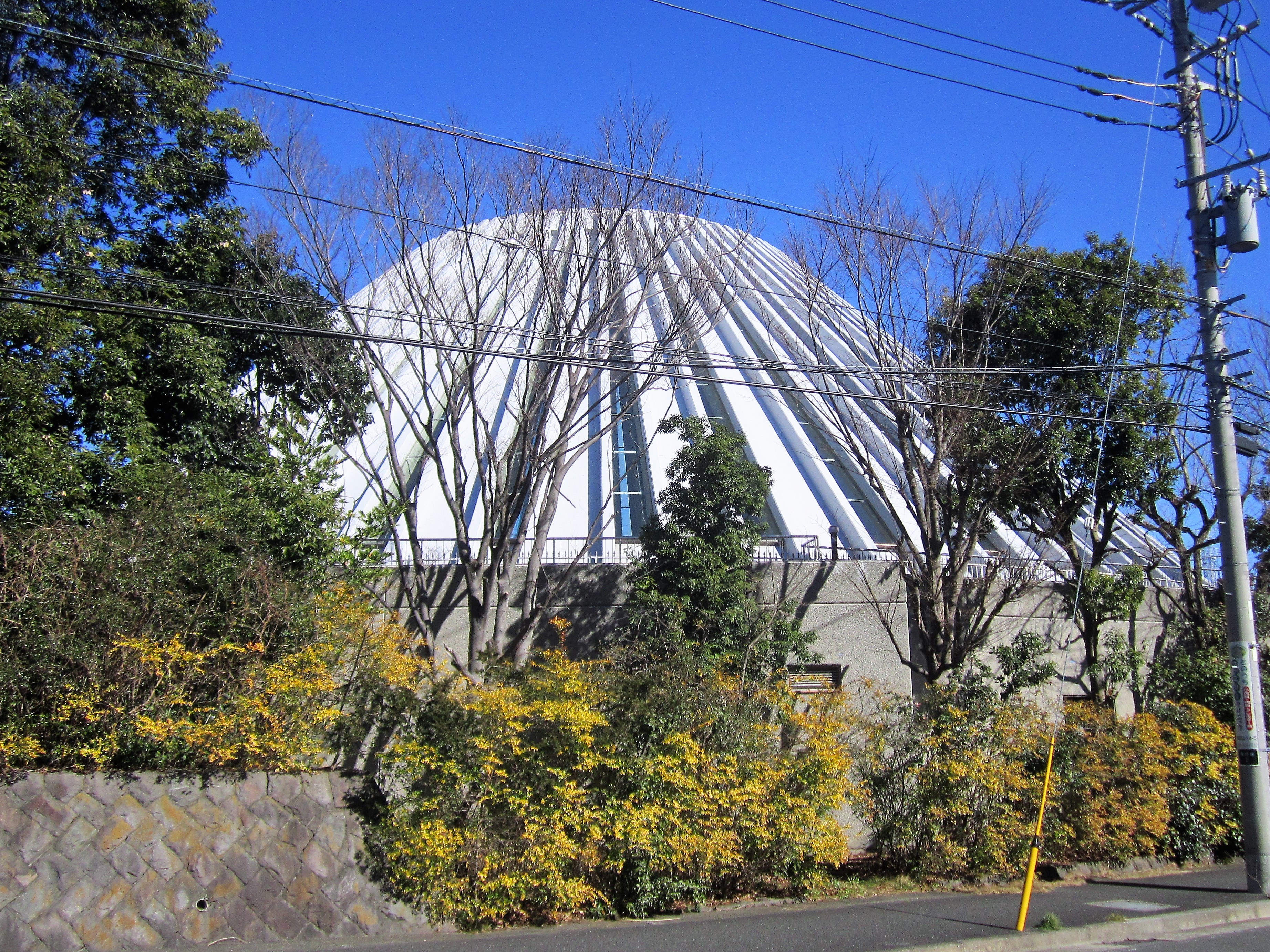
都筑プール

- 社会福祉法人横浜市社会福祉協議会「都筑センター」
  - 都筑地区センター
  - 老人福祉センター「つづき緑寿荘」
- 障害者研修保養センター「横浜あゆみ荘」
- 財団法人横浜市スポーツ振興事業団都筑プール